# Click dentale
Il clic dentale è un gruppo di consonanti clic. Il suono è dato della lingua che prima preme sui denti e poi si ritrae velocemente. Questo suono è presente in alcune lingue appartenenti alla famiglia khoisan, come la lingua Lingua ǀxam. 
Il simbolo dell'Alfabeto fonetico internazionale che rappresenta il luogo di articolazione di questi suoni è ⟨ǀ⟩; questo segno può essere combinato con una seconda lettera che indica la modalità di articolazione.
I cilc dentali comuni sono:
| IPA 1   | IPA 2  | IPA 3  | Descrizione                          |
| Velare  | Velare | Velare | Velare                               |
| ------- | ------ | ------ | ------------------------------------ |
| ⟨k͜ǀ⟩    | ⟨ᵏǀ⟩   | ⟨ǀ⟩    | Clic dentale tenue                   |
| ⟨k͜ǀʰ⟩   | ⟨ᵏǀʰ⟩  | ⟨ǀʰ⟩   | Clic dentale aspirato                |
| ⟨ɡ͜ǀ⟩    | ⟨ᶢǀ⟩   | ⟨ǀ̬⟩    | Clic dentale sonoro                  |
| ⟨ŋ͜ǀ⟩    | ⟨ᵑǀ⟩   | ⟨ǀ̃⟩    | Clic dentale nasalizzato             |
| ⟨ŋ͜ǀ̥ʰʰ⟩  | ⟨ᵑǀ̥ʰʰ⟩ | ⟨ǀ̥̃ʰʰ⟩  | Clic dentale aspirato nasalizzato    |
| ⟨ŋ͜ǀˀ⟩   | ⟨ᵑǀˀ⟩  | ⟨ǀ̃ˀ⟩   | Clic dentale glottizzato nasalizzato |
| Uvulari |        |        |                                      |
| ⟨q͜ǀ⟩    | ⟨𐞥ǀ⟩   |        | Clic dentale tenue                   |
| ⟨q͜ǀʰ⟩   | ⟨𐞥ǀʰ⟩  |        | Clic dentale aspirato                |
| ⟨ɢ͜ǀ⟩    | ⟨𐞒ǀ⟩   |        | Clic dentale sonoro                  |
| ⟨ɴ͜ǀ⟩    | ⟨ᶰǀ⟩   |        | Clic dentale nasalizzato             |
| ⟨ɴ͜ǀ̥ʰʰ⟩  | ⟨ᶰǀ̥ʰʰ⟩ |        | Clic dentale aspirato nasalizzato    |
| ⟨ɴ͜ǀˀ⟩   | ⟨ᶰǀˀ⟩  |        | Clic dentale glottizzato nasalizzato |